# Wohin?
Pour plus de détails, voir Fiche technique et Distribution.
Wohin? est un film allemand réalisé par Herbert Achternbusch, sorti en 1988.

## Fiche technique
- Titre : Wohin?
- Réalisation : Herbert Achternbusch
- Scénario : Herbert Achternbusch
- Photographie : Adam Olech
- Montage : Herbert Achternbusch, Micki Joanni
- Société de production : Herbert Achternbusch Filmproduktion
- Pays :  Allemagne de l'Ouest
- Genre : Comédie
- Durée : 96 minutes
- Dates de sortie : 
  - Allemagne de l'Ouest : 5 mai 1988

## Distribution
- Franz Baumgartner : Franz
- Annamirl Bierbichler
- Josef Bierbichler : Skunk
- Gunter Freyse : Gunter
- Gabi Geist : Gabi
- Kurt Raab : Gast

## Distinctions
Le film a été présenté en sélection officielle en compétition lors de Berlinale 1988.